# دو لوبيز
دو لوبيز هو لاعب كرة قدم برازيلي في مركز الدفاع، ولد في 22 فبراير 1980 في جاوو في البرازيل. لعب مع جمعية بورتوغيزا الرياضية وسبورت ريسيفي.

## وصلات خارجية
- دو لوبيز على موقع قاعدة بيانات كرة القدم.إي يو (الإنجليزية)